# Papa Giovanni XIII
Giovanni XIII, nato Giovanni dei Crescenzi (Roma, ... – Roma, 6 settembre 972), è stato il 133º papa della Chiesa cattolica dal 1º ottobre 965 fino alla sua morte.

## Biografia

### La discussa origine
Di nome Giovanni, era figlio di Giovanni detto Episcopus. Questo particolare ha aperto tra gli studiosi un ampio dibattito: da un lato chi, come il Moroni, ritiene che Giovanni XIII nacque da un Giovanni che poi divenne vescovo; dall’altro (e sembra essere l’ipotesi più accreditata) chi afferma che quell’appellativo non intendeva necessariamente identificare qualcuno che fosse divenuto vescovo successivamente al matrimonio, ma va considerato un semplice soprannome, di cui non è agevole identificare la motivazione originaria.
Alcuni storici hanno inoltre identificato suo padre con Giovanni Crescenzi I detto appunto Episcopus, ma la parentela di Giovanni XIII con la famiglia dei Crescenzi è stata messa in serio dubbio in quanto pare accertato che il primo contatto con quella nobile famiglia romana sia da riferirsi non a Giovanni XIII, ma a suo nipote Benedetto, grazie al matrimonio che costui contrasse con una rampolla di quella famiglia patrizia.
Giovanni apparteneva comunque all'alta nobiltà romana, e il Rendina non esclude che fosse figlio di Teodora, sorella di Marozia.

### La carriera ecclesiastica
Fin dalla prima giovinezza Giovanni fu destinato alla vita consacrata, facilitata non soltanto per le sue nobili origini, ma anche per il suo ingegno, la sua disciplina e la sua vasta erudizione. Cresciuto quindi nel Palazzo del Laterano,fu vescovo di Narni dal 960 fino al 965. Durante questi anni, Giovanni partecipò al concilio che decretò la caduta dal soglio pontificio di papa Giovanni XII per poi, nel breve intermezzo in cui quest'ultimo ritornò a Roma, ritirare tutte le sue sentenze di condanna.

### Il pontificato

#### Il candidato imperiale
In seguito alla ribellione dei Romani contro Ottone I di Sassonia, che nel maggio 964 aveva portato all'elezione e poi alla consacrazione di Benedetto V, in aperta opposizione alla nomina di Leone VIII imposta dall'imperatore, e ai successivi conseguenti avvenimenti, alla morte di papa Leone, il 1º marzo 965, con Benedetto V deposto ed esiliato, i Romani non osarono ripetere l’iniziativa di scegliere autonomamente il successore al Soglio pontificio e, in obbedienza al Privilegium Othonis del 962 si rivolsero all'imperatore affinché designasse il nuovo pontefice, pur rammentandogli che il "loro" papa, Benedetto V, regolarmente e canonicamente eletto, era ancora in vita. L'imperatore prese tempo: da un lato non voleva cedere alle richieste dei Romani riconoscendo un papa che lui stesso aveva voluto deposto ed esiliato, ma dall'altro sapeva che una scelta diversa avrebbe ancor più esacerbato contro di lui gli animi dei Romani. Per sua fortuna sopravvenne la morte di Benedetto, il 4 luglio 965, a toglierlo dall'imbarazzo.
Scelse dunque Giovanni, vescovo di Narni quale nuovo pontefice che, dopo quasi cinque mesi di sede vacante, venne eletto e consacrato il 1º ottobre 965. Fu eletto senza i soliti torbidi che da diverso tempo contraddistinguevano le elezioni pontificie, ma i Romani gli erano generalmente ostili in quanto prescelto dall’imperatore. Tale apparente tranquillità non era però destinata a rimanere in questo stato per molto tempo anche perché Giovanni, pur tuttavia ben consapevole dell’avversione dei Romani contro di lui, forte dell'appoggio imperiale, «incorse nell'odio della nobiltà romana, perché la trattava con alterigia», salvo coltivare strette relazioni con la nobile famiglia dei Crescenzi, che era allora all’inizio della sua potenza, e che poteva essergli utile come appoggio politico nella città e nei dintorni.

#### La congiura antipapale e la vendetta del papa
Il suo comportamento, l'appoggio imperiale e l’avversione dei Romani, infatti, provocarono una rivolta popolare che scoppiò il 15 o il 16 dicembre 965, sobillata dal prefectus urbis Pietro, dal conte Roffredo e dal vestiarius Stefano. Giovanni , in un primo momento nelle mani dei rivoltosi e rinchiuso in Castel Sant'Angelo, riuscì però presto a fuggire, riparando a Capua sotto la protezione del conte Pandolfo.
Alla notizia dell'arrivo di Ottone, nell’autunno 966, tra le file dei rivoltosi si produsse una scissione: Giovanni Crescenzio, che pure aveva partecipato alla rivolta, si schierò con il pontefice; Roffredo e Stefano furono uccisi e Pietro si dette alla fuga. Pochi giorni prima dell’arrivo dell'imperatore, il 14 novembre 966 (secondo Rendina il 12) Giovanni poté fare ritorno in città, scortato da truppe di Capua, e riprese il dominio dell'Urbe. All'arrivo di Ottone si scatenò la repressione, con l'eliminazione dei capi superstiti dei rivoltosi. Il papa stesso sfogò la sua ira sull'unico sopravvissuto, il prefetto Pietro, la cui condanna, come riferisce il Liber pontificalis, fu umiliante e straziante:
(Liber Pontificalis, p. 252)
.

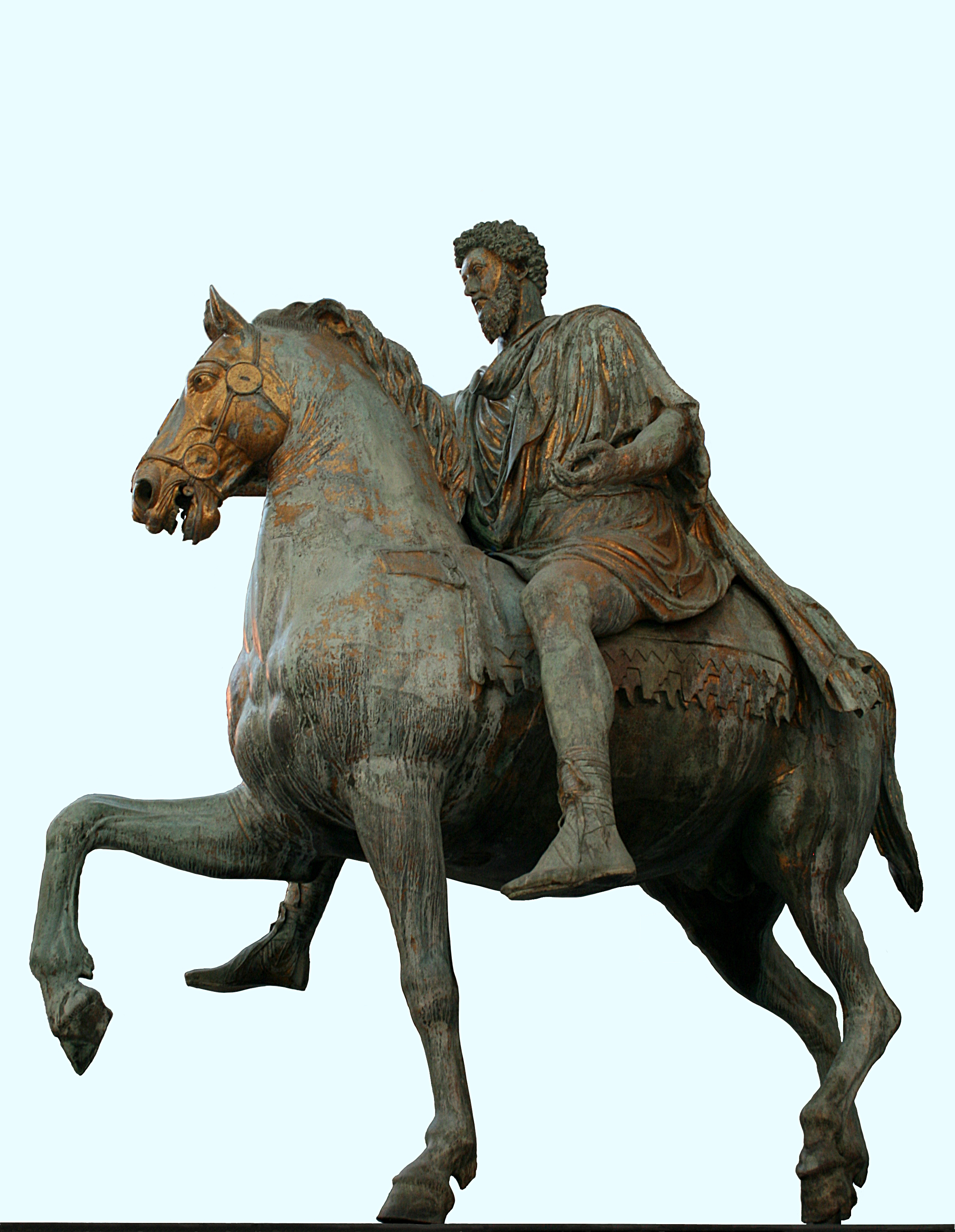
La statua equestre di Marco Aurelio in Piazza del Campidoglio.

Altrettanto feroce fu la vendetta nei confronti dei defunti Roffredo e Stefano, verso i quali il papa lanciò un anatema post mortem, e le ossa furono gettate fuori dalla chiesa in cui erano sepolte:
(Liber Pontificalis, p. 252)

#### La vicinanza alla politica ottoniana
Ottone rimase in Italia per 6 anni, e di conseguenza i toni del clima politico di Roma si smorzarono, pur covando l’odio sotto le ceneri di una apparente tranquillità. Era ormai chiaro che la posizione del papa poteva essere sicura soltanto se questi avesse mantenuto buoni rapporti con quella dinastia che l'aveva rimesso sul trono dopo la rivolta di Pietro e del popolo romano. Pertanto, Giovanni XIII non si oppose né alla politica ecclesiastica dell'imperatore sassone (Giovanni lavorò assieme a Ottone in direzione dello sviluppo ecclesiastico tedesco, inclusa la creazione dell'Arcivescovado del Magdeburgo, nel febbraio/marzo 968), né all'incoronazione (Natale 967) dell'erede di Ottone I, il futuro Ottone II, che di fatto il padre aveva già nominato collega nell'impero. Il papa ricevette in cambio l'ex Esarcato di Ravenna e altri patrimoni minori.

#### I rapporti con Bisanzio
Giovanni si inserì direttamente nei difficili rapporti tra Ottone I e Niceforo II Foca imperatore d’Oriente, che non poteva approvare i buoni rapporti e le alleanze tra Ottone stesso, il papa e i duchi di Capua e Benevento, baluardi del dominio bizantino nell'Italia meridionale. Inevitabilmente, infatti, lo stato di dipendenza del papa da Ottone produsse un ulteriore raffreddamento dei rapporti con Bisanzio, dovuto alla creazione di altri arcivescovadi nell'Italia meridionale, e l’elevazione di Capua e di Benevento a sedi metropolitane, alle cui dipendenze vennero poste diocesi suffraganee filo-romane), create ad hoc per ridurre l'influenza dell'Impero Bizantino e della Chiesa bizantina nel Meridione. Il Patriarca di Costantinopoli non rimase a guardare e rispose con l’elevazione della sede di Otranto ad arcivescovado orientale e l’imposizione del rito greco in Puglia e Calabria. Contribuì inoltre a peggiorare la situazione un maldestro intervento di Giovanni, teso, nelle intenzioni, a favorire le nozze tra una principessa bizantina e Ottone II. La situazione migliorò solo con l'ascesa al trono orientale di Giovanni I Zimisce, che ritenne più utile un riavvicinamento all’impero occidentale e finalmente concesse il matrimonio tra la principessa Teofano (o Teofane) e il giovane Ottone (14 aprile 972).

#### Altri provvedimenti
Sotto il suo pontificato venne incrementata l'attività missionaria nei Paesi di recente cristianizzazione, come presso i Polacchi, dove fu inviato Egidio vescovo di Tuscolo, per confermare nella fede quei popoli e i vicini Slavi e Ungari.

### Morte e sepoltura
Giovanni morì il 6 settembre del 972, in una Roma tranquilla grazie alla vigilanza di Ottone. Il pontefice, su basi testamentarie, fu sepolto nella basilica di San Paolo fuori le Mura.